# Samuel Storey, Baron Buckton

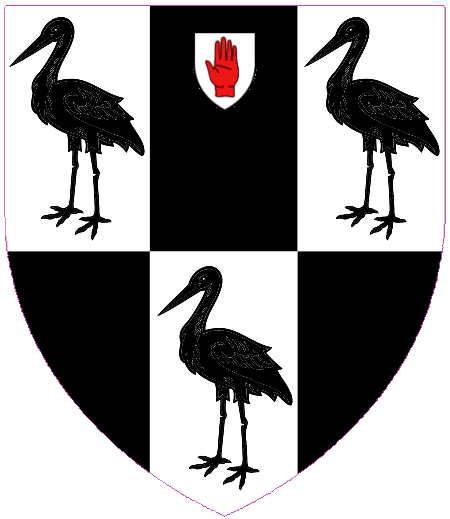
Wappenschild der Storey Baronets von Settrington

Samuel Storey, Baron Buckton (* 18. Juni 1896; † 17. Januar 1978) war ein britischer Rechtsanwalt und Politiker der Conservative Party, der mit Unterbrechungen dreißig Jahre lang Abgeordneter sowie zeitweilig stellvertretender Sprecher (Deputy Speaker) des House of Commons war und 1966 als Life Peer Mitglied des House of Lords wurde.

## Leben

### Rechtsanwalt, Kommunalpolitiker und Unterhausabgeordneter
Storey, dessen Vater Frederick George Storey ebenfalls Rechtsanwalt sowie zeitweise Friedensrichter (Justice of the Peace) war, absolvierte nach dem Besuch des Haileybury and Imperial Service College ein Studium am Trinity College der University of Cambridge, das er 1919 mit einem Bachelor of Arts (B.A.) beendete. Ein darauf folgendes postgraduales Studium schloss er 1920 mit einem Master of Arts (M.A.) ab. Er erhielt daraufhin seine anwaltliche Zulassung bei der Anwaltskammer (Inns of Court) von Inner Temple und war danach als Barrister tätig.
Seine politische Laufbahn begann Storey, als er als Kandidat der konservativen Tories 1928 zum Mitglied des Rates des Borough von Sunderland gewählt wurde, dem er bis 1931 angehörte.
Bei den Unterhauswahlen vom 27. Oktober 1931 wurde Storey erstmals für die Conservative Party als Abgeordneter in das House of Commons gewählt und vertrat in diesem bis zu seiner Niederlage bei den Unterhauswahlen am 5. Juli 1945 den Wahlkreis Stretford. Anschließend engagierte er sich wieder in der Kommunalpolitik und war von 1946 bis 1964 Mitglied des Rates der Grafschaft East Riding of Yorkshire.

### Wiederwahl ins Unterhaus und Oberhausmitglied
Bei den Unterhauswahlen vom 23. Februar 1950 wurde Storey wieder zum Abgeordneten in das Unterhaus gewählt und vertrat dort nunmehr bis zu Mandatsverzicht am 10. März 1966 den Wahlkreis Stretford. Während dieser Zeit war er 1957 zeitweilig Vorsitzender der Ständigen Ausschüsse sowie Vorsitzender der Ausschüsse des Unterhauses.
Am 30. Januar 1960 wurde ihm der erbliche Adelstitel Baronet, of Settrington in the East Riding of the County of York, verliehen. Am 24. November 1964 wurde er stellvertretender Sprecher des Unterhauses (Deputy Speaker of the House of Commons) und bekleidete dieses Amt als Vertreter der damaligen Unterhaussprecher Harry Hylton-Foster sowie Horace King formell bis zum 21. April 1966. Zwischen 1964 und 1965 war er zugleich auch stellvertretender Vorsitzender des einflussreichen Ausschusses für Wege und Mittel (Deputy Chairman of Ways and Means).
Nach seinem Ausscheiden aus dem House of Commons wurde Storey durch ein Letters Patent vom 10. Juni 1966 gemäß dem Life Peerages Act 1958 mit dem Titel Baron Buckton, of Settrington in the East Riding of the County of York, zum Life Peer erhoben und gehörte damit bis zu seinem Tod dem House of Lords als Mitglied an.
Aus seiner am 25. Juli 1929 geschlossenen Ehe mit Elisabeth Woodcock, einer Tochter von Brigadegeneral Wilfred James Woodcock, gingen zwei Kinder hervor, darunter Richard Storey, der beim Tod seines Vaters am 17. Januar 1978 den Baronet-Titel erbte.